# 螺線圖星雲
螺線圖星雲是位於天兔座的一個行星狀星雲，星表名稱為 IC 418。 它距離太陽系大約3,600光年，跨距大約0.3光年。
這個名稱來源於星雲的複雜圖案，它類似於使用萬花尺創建的圖案。萬花尺是一種在紙上產生幾何圖案（特別是内旋轮线和外旋轮线）的玩具。
行星狀星雲的中心恆星是一顆O型星，類型為O7fp。

## 外部連結
- 维基共享资源上的相關多媒體資源：螺線圖星雲
- The Spirograph Nebula (IC 418) - STScI Press Release （页面存档备份，存于）
- Astronomy Picture of the Day - IC 418: The Spirograph Nebula （页面存档备份，存于） - 2010 April 11